# Карапикуиба
Шаблон:Изображение
Карапикуиба е град в щата Сао Пауло, Бразилия. Населението му е 392 701 жители (2009 г.), а площта 34,967 кв. км. Заселен е на 26 март 1580 г. Намира се на 780 м н.в., на 29 км от столицата на щата едноименния град Сао Пауло. Името на града е индианско и означава „Дълги риби, които не са подходящи за ядене“.